# TotalView
Etnus TotalView — проприетарный отладчик для языков Си, Си++ и Фортран, который работает на Юникс-совместимых ОС, Mac OS X и ещё нескольких платформах.
Он позволяет контролировать нити исполнения (потоки, thread), показывать данные одного или всех потоков, может синхронизировать нити через точки останова. В отладчик также интегрированы средства для нахождения утечек памяти (позже стал доступен также и в виде отдельной программы MemoryScape) и для отладки кучи (heap-based memory allocation).  TotalView включает возможность проверки изменений во время отладки. Он поддерживает удаленную отладку, а также параллельные программы, использующие MPI, OpenMP, UPC, GlobalArrays. Установлен на значительном количестве суперкомпьютеров из списка top500. Имеется возможность reverse debugging (пошаговое исполнение программы с возможностью возврата в более раннее состояние программы).
Отлаживает программы, написанные на Си, Си++, Фортран. Также поддерживает CUDA.

## Владелец
Компания Etnus, Inc создана в 1999 году.
В 2006 году Etnus, Inc. была переименована в TotalView Technologies, Inc.
В 2010 году TotalView Technologies приобретена и интегрирована Rogue Wave Software.